# Bermudo III. Leonski
Bermudo III. (Vermudo) (oko 1015. – 4. rujna 1037.) bio je leonski kralj od 1028. do svoje smrti. 
Bermudo je bio jedini sin kralja Alfonsa V. i Elvire Mendes te je naslijedio oca kao dijete, a imao je stariju sestru, Sanču. Kastiljski grof García Sánchez htio se oženiti Sančom 1029. godine, ali je ubijen u gradu Leonu. Sam Bermudo stradao je 4. rujna 1037. u bitci kod Tamaróna.
Nakon Bermudove smrti, Kraljevina León priznala je Sanču i njenog supruga, Ferdinanda, kao vladare. Ferdinand je pomazan za kralja 22. lipnja 1038. godine te su se tako Leon i Kastilja ujedinili – Ferdinand je bio grof Kastilje po svom pravu.